# NGC 6103
NGC 6103 је спирална галаксија у сазвежђу Северна круна која се налази на NGC листи објеката дубоког неба.
Деклинација објекта је + 31° 57' 50" а ректасцензија 16h 15m 44,5s. Привидна величина (магнитуда) објекта NGC 6103 износи 13,7 а фотографска магнитуда 14,5. NGC 6103 је још познат и под ознакама UGC 10302, MCG 5-38-49, CGCG 167-62, IRAS 16138+3205, PGC 57648.